# 片瀬町
片瀬町（かたせまち）は、神奈川県の中央南部、鎌倉郡に属していた町。

## 地理
- 河川:境川（片瀬町域では、片瀬川とも呼ばれた。）

## 歴史
- 1889年（明治22年）4月1日 - 町村制施行により、片瀬村と江島村[1]が合併し川口村となる。
- 1902年（明治35年）9月1日 - 江之島電氣鐵道（現在の江ノ島電鉄線）の新屋敷、西方（現在の湘南海岸公園駅）、浜須賀、山本橋および片瀬（現在の江ノ島駅）の各停留所が開業
- 1903年（明治36年）6月20日 - 江之島電氣鐵道の龍ノ口および中原停留所が開業
- 1918年（大正7年）6月24日 - 江之島電気鉄道の中原停留所が廃止
- 1929年（昭和4年）3月 - 江ノ島電気鉄道の片瀬停留所が、江ノ島停留所へ改称
  - 4月1日 - 小田原急行鉄道江ノ島線（現在の小田急江ノ島線）片瀬江ノ島駅が開業
- 1933年（昭和8年）4月1日 - 町制施行・改称し片瀬町となる。
- 1935年（昭和10年）7月27日 - 湘南海岸道路（現在の国道134号）が完成
- 1938年（昭和13年） - 乃木高等女学校（現在の湘南白百合高等学校）開校
- 1944年（昭和19年）2月29日 - 江ノ島電気鉄道の新屋敷および浜須賀停留所が廃止
  - 11月18日 - 江ノ島電気鉄道の山本橋および龍ノ口停留所が廃止
- 1946年（昭和21年） - 乃木高等女学校は、湘南白百合高等女学校へ改称
- 1947年（昭和22年）4月1日 - 藤沢市へ編入合併される[2]。
現在は、藤沢市の片瀬地区が該当する。

## 地域

### 教育
- 片瀬町立片瀬尋常高等小学校
  - 片瀬町立片瀬尋常高等小学校江ノ島分校
- 片瀬乃木幼稚園
- 片瀬乃木小学校
- 片瀬乃木高等女学校

## 交通

### 鉄道路線
中心となる駅は、江ノ島電気鉄道江ノ島駅である。
隣接市町村へは、江ノ島電気鉄道にて藤沢市および鎌倉市へ、小田原急行鉄道江ノ島線にて藤沢市へ連絡する。

## 名所・旧跡・観光スポット・祭事・催事
- 江の島
- 龍口寺